# 1218
1218 (MCCXVIII) je bilo navadno leto, ki se je po julijanskem koledarju začelo na ponedeljek.

## Dogodki

### Slovenija
- Umrlega  oglejskega patriarha Wolfgarja iz Leibrechtskirchena nasledi Bertold Meranski. 1251 ↔

### Peta križarska vojna
- februar - Sirsko-egiptovski ajubidski sultan Al-Adil I. se izogiba odprtemu spopadu z ogrskimi križarji. Ogrski kralj Andrej II. huje zboli in se vrne domov.
- 24. maj - Akkon: zbrana križarska odpluje proti Egiptu. Cilj je utrjeno pristanišče  Damietta. Nadzor nad tem pristaniščem je po mnenju križarjev predstavljal nadzor nad Nilom in s tem Egiptom. Šele po zavzetju Egipta, bi bilo po mnenju križarjev smotrno zavzeti Palestino.
- junij - Začetek obleganja Damiette.
  - 6. avgust - Med obleganjem Damiette umre grof Berga Adolf VI.. V grofiji ga (po salijskem pravu) nasledi mlajši brat in kölnski nadškof Engelbert II. Berški.
  - 28. december - Svojo končno pot najde v Zamorju tudi grof Dreuxa Robert II., ki se je bojeval že v tretji križarski vojni. Grofijo nasledi sin Robert III.
- 31. avgust - Vojni napori in stresne novice fizično povsem izčrpajo sirsko-egiptovskega sultana Al-Adila. Ajubidski imperij nasledijo njegovi trije sinovi: Malik al-Kamil Egipt; Al-Mu'azzam Palestino in Transjordanijo; Al-Ašraf Sirijo in severno Mezopotamijo.
  - Ob smrti sultana Al-Adila zasluti priložnost sultan ikonijskih Seldžukov Kajkavs I., ki sklene zavezništvo s križarji proti Ajubidom s tem, da vpade v Sirijo in severno Mezopotamijo. Ajubidi so s tem primorani voditi boj na dveh frontah.
- Do konca leta pred Damietto prispeta še angleška in druga nemška flota. 1219 ↔

### Mongolska invazija v osrednjo Azijo
- Razmeroma majhna mongolska ekspedicijska armada z okoli 20.000 konjeniki končno premaga karakitanskega vladarja Kučluka. Karakitanski kanat je s tem pod oblastjo Mongolov, ki po novem mejijo na muslimanski Horezmijski imperij.
  - Druga ekspedicija Džingiskanovega sina Džočija proti Kirgizom.
- Džingiskan, ki bi rad obnovil trgovino po Svilni poti, poskusi sprva navezati s horezmijskim šahom Muhamadom II. trgovske stike. Mongolska trgovska karavana ne pride do šaha, saj jo zaustavi horezmijski guverner Inalčuk, ki obravnava trgovce kot vohune, zato jih aretira in jim zapleni blago. ↓
- → Džingiskan poskusi znova z diplomacijo in pošlje tri odposlance, ki zahtevajo od šaha Muhamad II. opravičilo, izplačilo odškodnine in kazen za guvernerja Inalčuka. Šah osramoti odposlance, enega, ki je musliman, obglavi, nato preživela pošlje skupaj z glavo nazaj na mongolski dvor.↓
- → Mongolski kan Džingiskan začne z organiziranjem do takrat največje mongolske invazijske armade z okoli 150.000 konjeniki. 1219 ↔

### Ostalo
- 10. januar - Umrlega ciprskega kralja Huga I. nasledi njegov enoletni sin Henrik I.. Regentstvo prevzame njegova mati Alicija Šampanjska.
- 2. februar - Kijevska Rusija: po smrti Konstantina Vsevolodoviča se na prestol kijevskega velikega kneza vrne Jurij II. Vsevolodovič.
- 18. februar - S smrtjo zähringenškega vojvode Bertolda V., ki je vladal velikemu delu današnje Švice in nemške zvezne dežele Baden-Württemberg, izumre plemiška hiša Zähringen. Posesti se razdelijo med ostale plemiške hiše, mrd. tudi med Habsburžane.
  - Bern dobi status svobodnega cesarskega mesta.
- 25. junij - Albižanska križarska vojna: med obleganjem Toulousa je ubit anglo-francoski plemič in voditelj križarjev Simon de Montfort, 5. grof Leicester. Križarsko okupacijsko armado in zahteve po Grofiji Toulouse nasledi njegov sin Amalrik VI., ki še naprej (neuspešno) oblega Toulouse. Angleško grofijo Leicester nasledi mlajši sin Simon de Montfort, 6. grof Leicester.
- 6. julij - Umrlega burgundijskega vojvodo Odona III. nasledi sin Hugo IV.
- julij - Sklenjen je mirovni sporazum med očetom, kraljem Leona Alfonzom IX. in novim kraljem Kastilije Ferdinandom III.. Alvonz IX. se odpove kastiljski kroni. 1230 ↔
- Angleški kralj Henrik III. prizna oblast valižanskega princa Llywelyna Velikega, ki je poleg dednega Gwynedda imel pod oblastjo dve tretjini Walesa. Llywelyn je izkoristil baronsko vojno in razširil oblast. Kambronormanski grofi iz Valižanske marke, med njimi trenutni regent William Marshal, 1. grof Pembroke, vladajo na obali južnega Walesa in na juguzahodu Walesa (bivša kraljevina Gwent).
- Šampanja, Francija: v vojno za nasledstvo v Šampanji (1216-1222), med regentinjo Balanko Navarsko, ki zastopa interes mladoletnega sina Teobalda IV., in lokalnimi šampanjskimi baroni se vključijo tuje sile. Na strani regentinje in njenega sina francoski kralj Filip II., burgundski vojvoda Odo II. in nemški kralj Friderik II.. Uporne šampanjske barone začasno reši pomoč zgornje lorenskega vojvode Teobalda I. . S posredovanjem Cerkve je nazadnje dosežen začasen mir. 1222 ↔
- Katalonski menih Sveti Peter Nolasko ustanovi cerkveni red Marijin red za odkup jetnikov (mercedarijanci, 	O.deM.)
- Ustanovljena je Univerza v Salamanci, kraljevina Leon, Španija.
- Indokitajski polotok: kmerskega kralja Džajavarmana VII. nasledi sin Indravarman II.
- Ukinjen Karakitajski kanat, ustanovljen leta 1124.

## Rojstva
- 12. februar - Kudžo Joricune, 4. japonski šogun († 1256)
- 1. maj
  - Ivan I., grof Hainauta († 1257)
  - Rudolf I. Habsburški, nemški kralj († 1291)
- 30. oktober - cesar Čukjó, 85. japonski cesar († 1234)

Neznan datum
- Hulegu kan - mongolski vojskovodja, ustanovitelj perzijskega Ilkanata   († 1265)
- Abel Danski, schleswiški vojvoda, kralj Danske († 1252)
- Henrik I., ciprski kralj († 1253)
- Jaromar II., knez Rügena, pirat († 1260)
- Manuel I. Veliki Komnen, trapezuntski cesar († 1263)
- Thomas de Cantilupe, angleški prelat, svetnik († 1282)
- Marie de Coucy, škotska kraljica († 1285)

## Smrti
- 10. januar - Hugo I., ciprski kralj (* 1195)
- 2. februar - Konstantin Vsevolodovič, knez Novgoroda (* 1186)
- 18. februar - Bertold V., vojvoda Zähringena (* 1160)
- 6. maj - Tereza Portugalska, flandrijska grofica (* 1157)
- 19. maj - Oton IV., rimsko-nemški cesar (* 1175)
- 6. julij - Odo III., burgundski vojvoda (* 1166)
- 7. avgust - Adolf VI., grof Berga (* 1176)
- 28. december - Robert II., grof Dreuxa, križar (* 1154)

Neznan datum
- Al-Adil I., ajubidski emir Damsaka in sultan Egipta, Saladinov brat (* 1145)
- Džajavarman VII., kmerski kralj
- Kučluk, mongolski vojskovodja, karakitanski kan
- Simon de Montfort, anglo-francoski baron, 5. grof Leicester, križar (* 1160)
- Wolfgar iz Leibrechtskirchena, oglejski patriarh